# День исследований

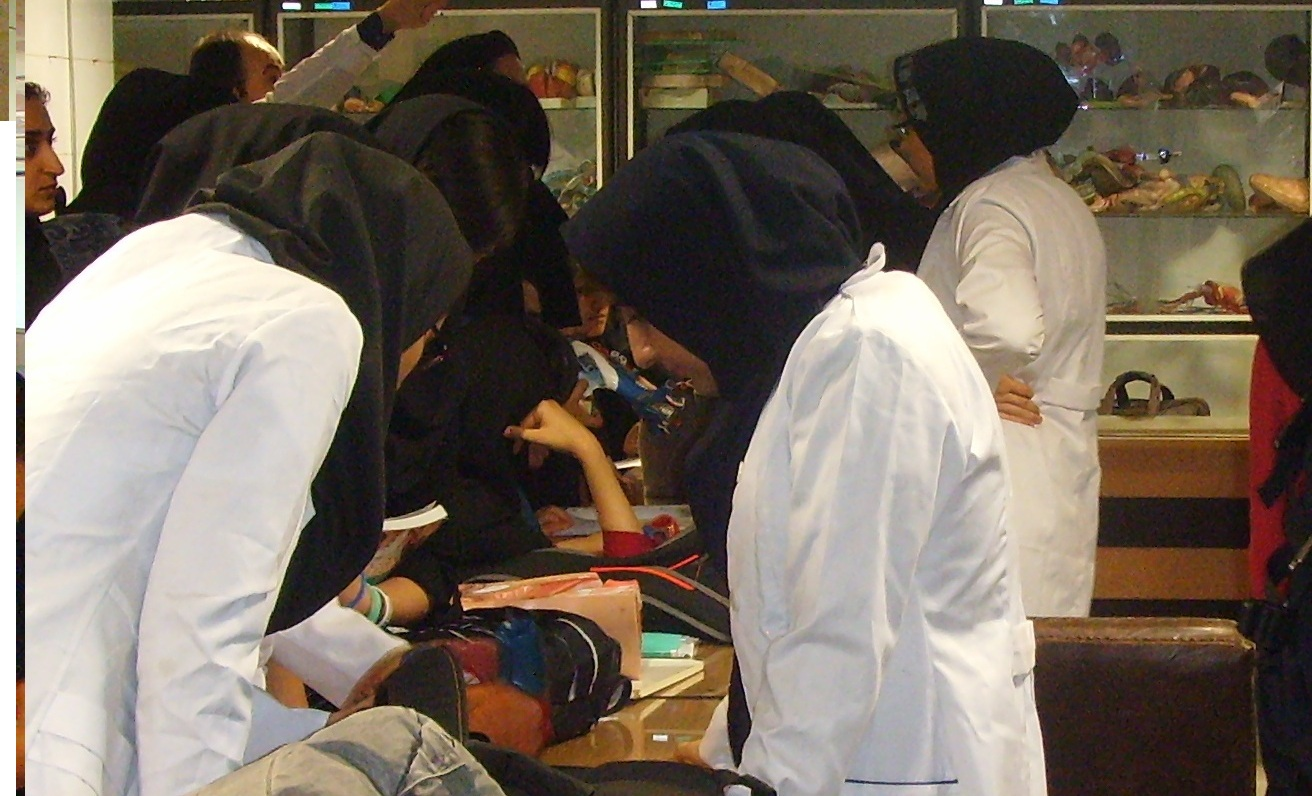
Студентки-медики перед экзаменом

День исследований (Иран) (перс. روز پژوهش‎, ruz-e pejuhesh) — ежегодный праздник, который отмечается 16 декабря (25 Азара по иранскому календарю) и символизирует начало недели исследований, проводимой Министерством науки, исследований и технологий Ирана.

## История появления
Праздник появился по предложению Совета по общественной культуре Ирана. По идее, день исследований должен был привлечь внимание общественности к науке и технологиям.

## Неделя исследований
Помимо дня исследований, начиная с 2000 года, Министерство науки, исследований и технологий начало проводить ежегодную неделю исследований и технологий с 16 по 21 декабря. Неделя проходит под разными лозунгами. В 2016 году лозунгом стало: «Исследования — это основа спроса и торговли; основа экономики сопротивления» (پژوهش تقاضامحور و تجاری سازی فناوری؛ زیربنای اقتصاد مقاومتی).
Неделя исследований несёт как национальный характер, так и проходит отдельно в каждой провинции.
Каждый день недели посвящен определённой области: исследования в школе, университете и промышленности, взаимодействие между технологиями и семинариями, методы исследований, спонсирование и награждение лучших проектов.
В течение недели устраиваются выставки, рынки технологий, проводятся интервью с участниками мероприятий, снимаются тематические программы. Все это для того, чтобы привлечь больше внимания к ученым и их проектам, и создать прочный фундамент для развития науки в стране.
По окончании недели публикуется отчет, в котором отмечаются наилучшие проекты и описываются основные вопросы, затронутые во время недели.
Неделя исследований нацелена на то, чтобы:
- продвигать исследования и технологии в стране, улучшить их качество;
- поддерживать исследователей и ученых страны и вдохновлять их на дальнейшие открытия;
- рассказать общественности и властям о нынешнем и будущем положении исследований и технологий в Иране, чтобы побудить к содействию в продвижении работы;
- познакомить с результатами различных исследований;
- создать инфраструктуру для торговли результатами продвинутых технологий и исследований;
- установить отношения между создателями технологий и продавцами, популяризовать технологии в обществе;
- создать пространство для знакомства нынешних и будущих спонсоров исследовательских проектов[5].